# Pol García
Pol García Tena (Terrassa, 18 febbraio 1995) è un calciatore spagnolo, difensore del Fasano.

## Biografia
È fratello minore di Jesús García Tena, anche lui ex difensore.

## Carriera

### Club

#### Giovanili
Di origini catalane, muove i primi passi all'età di 4 anni nel San Cristobal - squadra allenata dal padre -, per poi passare prima al Terrassa e in prosieguo di tempo, nel 2004 alle giovanili dell'Espanyol, dove rimane fino al 2008, quando passa ai rivali cittadini del Barcellona, rimanendovi una stagione. Successivamente si trasferisce in Italia, alla Juventus, assieme al fratello Jesus, disputando una stagione negli allievi nazionali e due in Primavera.

#### Vicenza
Nel 2014 debutta nel calcio professionistico, andando in prestito in Serie B, al Vicenza, appena ripescato dalla Lega Pro. Il 7 settembre gioca la sua prima partita di sempre, perdendo 2-1 in campionato sul campo del Trapani. Mette a segno la prima rete in carriera il 25 ottobre nella sconfitta per 3-1 in trasferta contro il Catania. Termina la stagione in Veneto dopo 23 presenze e 1 gol.

#### Como
Per la stagione 2015-2016 va a giocare al Como, neopromosso in Serie B. Fa il suo esordio il 9 agosto 2015 nella sconfitta per 1-0 in Coppa Italia sul campo del Trapani. Il 6 settembre gioca la prima in campionato, perdendo 2-0 in trasferta con il Perugia. Chiude anticipatamente il prestito dopo mezza stagione e 14 apparizioni in campo.

#### Crotone
Il 25 gennaio 2016 termina il prestito al Como e si trasferisce con la stessa formula al Crotone. Il 21 febbraio debutta nell'1-1 in trasferta contro la Salernitana. Il 9 aprile segna il primo gol con i rossoblù, il secondo in carriera, nella vittoria per 2-1 sul campo della Ternana. Con 12 presenze e 1 rete contribuisce alla prima promozione di sempre in Serie A dei calabresi.

#### Latina
Nel luglio 2016 va un'altra volta in prestito in Serie B, stavolta al Latina. Esordisce il 7 agosto nell'1-0 casalingo in Coppa Italia sul Matera. Il 27 agosto debutta in campionato nella sconfitta per 4-1 sul campo del Verona. Segna la sua prima rete nel recupero del posticipo Spezia - Latina del 30 gennaio, finito 3-2 per i liguri. Il 12 giugno 2017, dopo aver chiuso la stagione con 32 presenze e 1 rete, viene svincolato d'autorità da parte della FIGC, insieme al resto della rosa del Latina, società fallita a cui era stata revocata l'affiliazione.

#### Cremonese
Per la stagione 2017-2018 va in prestito alla Cremonese, neopromossa in Serie B.

### Nazionale
Nel 2011 ha giocato una partita con la Nazionale Under-17 spagnola.

## Statistiche

### Presenze nei club
Statistiche aggiornate al 7 maggio 2024.
| Stagione            | Squadra             | Campionato          | Campionato | Campionato | Coppe nazionali | Coppe nazionali | Coppe nazionali | Coppe continentali | Coppe continentali | Coppe continentali | Altre coppe | Altre coppe | Altre coppe | Totale | Totale | Totale |
| Stagione            | Squadra             | Comp                | Pres       | Reti       | Comp            | Pres            | Reti            | Comp               | Pres               | Reti               | Comp        | Pres        | Reti        | Pres   | Reti   |        |
| ------------------- | ------------------- | ------------------- | ---------- | ---------- | --------------- | --------------- | --------------- | ------------------ | ------------------ | ------------------ | ----------- | ----------- | ----------- | ------ | ------ | ------ |
| 2014-2015           | Vicenza             | B                   | 23         | 1          | CI              | 0               | 0               | -                  | -                  | -                  | -           | -           | -           | 23     | 1      |        |
| 2015-gen. 2016      | Como                | B                   | 13         | 0          | CI              | 1               | 0               | -                  | -                  | -                  | -           | -           | -           | 14     | 0      |        |
| gen.-giu. 2016      | Crotone             | B                   | 12         | 1          | CI              | -               | -               | -                  | -                  | -                  | -           | -           | -           | 12     | 1      |        |
| 2016-2017           | Latina              | B                   | 32         | 1          | CI              | 2               | 0               | -                  | -                  | -                  | -           | -           | -           | 34     | 1      |        |
| 2017-2018           | Cremonese           | B                   | 15         | 0          | CI              | 0               | 0               | -                  | -                  | -                  | -           | -           | -           | 15     | 0      |        |
| 2018-2019           | Sint-Truiden        | D1                  | 22+2       | 1          | CB              | 2               | 0               | -                  | -                  | -                  | -           | -           | -           | 26     | 1      |        |
| 2019-2020           | Sint-Truiden        | D1                  | 21         | 1          | CB              | 2               | 0               | -                  | -                  | -                  | -           | -           | -           | 23     | 1      |        |
| 2020-gen. 2021      | Sint-Truiden        | D1                  | 16         | 1          | CB              | 0               | 0               | -                  | -                  | -                  | -           | -           | -           | 16     | 1      |        |
| Totale Sint-Truiden | Totale Sint-Truiden | Totale Sint-Truiden | 59+2       | 3          |                 | 4               | 0               |                    | -                  | -                  | -           | -           | -           | 65     | 3      |        |
| gen.-giu. 2021      | Juárez              | PD                  | 9          | 0          |                 | -               | -               | -                  | -                  | -                  | -           | -           | -           | 9      | 0      |        |
| 2021-gen. 2022      | Juárez              | PD                  | 8          | 1          |                 | -               | -               | -                  | -                  | -                  | -           | -           | -           | 8      | 1      |        |
| Totale Juarez       | Totale Juarez       | Totale Juarez       | 17         | 1          |                 | 0               | 0               |                    | -                  | -                  | -           | -           | -           | 17     | 1      |        |
| mar.-giu. 2022      | Lugo                | SD                  | 2          | 0          |                 | -               | -               | -                  | -                  | -                  | -           | -           | -           | 2      | 0      |        |
| 2022-2023           | Trento              | C                   | 28         | 1          | CI-C            | 1               | 0               | -                  | -                  | -                  | -           | -           | -           | 29     | 1      |        |
| 2023-2024           | Trento              | C                   | 13         | 0          | CI-C            | 1               | 0               | -                  | -                  | -                  | -           | -           | -           | 14     | 0      |        |
| Totale Trento       | Totale Trento       | Totale Trento       | 41         | 1          |                 | 2               | 0               |                    | -                  | -                  | -           | -           | -           | 43     | 1      |        |
| Totale carriera     | Totale carriera     | Totale carriera     | 214+2      | 8          |                 | 9               | 0               |                    | -                  | -                  |             | -           | -           | 225    | 8      |        |

## Palmarès

### Club

#### Competizioni giovanili
- Coppa Italia Primavera: 1

Juventus: 2012-2013
- Supercoppa Primavera: 1

Juventus: 2013